# إيبوكي كيدو
إيبوكي كيدو (木戸衣吹 كيدو إيبوكي) هي مؤدية أصوات يابانية ولدت في 14 نوفمبر 1997 في آوموري.

## أدوارها في الأنمي

### مسلسلات أنمي تلفزيونية
- حالة حوض الإستحمام في منزلي - كاسومي
- غولدن تايم - تشينامي أوكا
- كل شيء يصبح أف - شيكي ماغاتا
- ري-كان! - هيبيكي أمامي
- بيوبا - يومي هاسيغاوا
- الآلي السليم دايميدالر - سوريكو ماجيكينا
- طوكيو ESP - رينكا أوروشيبارا
- نوبوناغا ذا فول - نيل تيبش
- رقصة سيف الأطياف - كلير روج
- آيكاتسو! - أسامي هيمورو
- سجل نشاطات نادي العودة إلى المنزل - ناتسوكي أندو
- معلم قتال السحر الجوي - كريستينا بالكهورن
- كوميديا رومانسية شبابي خاطئة كما توقعت. - يوكا
- نيانكو ديز - ما

### أفلام أنمي
- آيدولماستر موفي: إلى الجانب البرّاق - كانا يابوكي

## أدوارها في ألعاب الفيديو
- آيدولماستر ميليون لايف! - كانا يابوكي
- غولدن تايم Vivid Memories - تشينامي أوكا

## وصلات خارجية
- إيبوكي كيدو على موقع IMDb (الإنجليزية)
- إيبوكي كيدو على موقع ألو سيني (الفرنسية)
- إيبوكي كيدو على موقع ميوزك برينز (الإنجليزية)
- إيبوكي كيدو على موقع قاعدة بيانات الفيلم (الإنجليزية)
- إيبوكي كيدو على موقع ليتربوكسد (الإنجليزية)
- إيبوكي كيدو على موقع كينوبويسك (الروسية)
- إيبوكي كيدو على موقع ANN person (الإنجليزية)